# Anna Mateja
Anna Mateja (ur. 30 września 1973) – polska dziennikarka, w latach 1996-2008 pracująca w Tygodniku Powszechnym, członek Rady Fundacji Jerzego Turowicza. Współpracuje z Miesięcznikiem Znak.
W kategorii wywiad otrzymała nagrodę dziennikarską Grand Press 2007 za opublikowaną w Tygodniku Powszechnym rozmowę z Młodą Lekarką, Ewą Szumańską. W styczniu 2013 r. otrzymała, przyznawaną przez Śródmiejski Ośrodek Kultury w Krakowie, Nagrodę Krakowska Książka Miesiąca za tom Co zdążysz zrobić, to zostanie. Portret Jerzego Turowicza.

## Twórczość
- Co zdążysz zrobić, to zostanie. Portret Jerzego Turowicza. Kraków: Wydawnictwo Znak, 2012, s. 341.
- Cud w medycynie. Na granicy życia i śmierci. Opowieści lekarzy. Kraków: Wydawnictwo Literackie, s. 256. ISBN 978-83-08-04434-6.
- Cud w medycynie. Historie pacjentów. Kraków: Wydawnictwo Literackie, 2012, s. 216. ISBN 978-83-08-04743-9.
- Serce pasowało. Opowieść o polskiej transplantologii. Kraków: Wydawnictwo Literackie, 2016, s. 184. ISBN 978-83-8049-303-2.[4]
- Recepta na adrenalinę. Napoleon Cybulski i krakowska szkoła fizjologów. Wołowiec: Wydawnictwo Czarne, 2019, s. 184. ISBN 978-83-8049-814-3.[5]